# Консульство Германии в Новосибирске (1923—1938)
Консульство Германии в Новосибирске — одно из семи германских консульств, открытых после заключения Рапалльского договора между СССР и Веймарской республикой. Действовало с 1923 по 1938 год. В середине 1920-х годов в ведении консульства находился самый большой по территории Консульский округ в мире.

## История
В результате Первой мировой войны и последовавшими за ней революционными событиями 1917 года ранее существовавшие на территории Сибири консульства иностранных государств, в том числе германские, прекратили свою деятельность. Заключение 16 апреля 1922 года Рапалльского договора способствовало возобновлению дипломатических отношений между СССР и Германией. На территории обеих стран вновь были сформированы консульские учреждения, благодаря которым началось восстановление торгово-экономических связей и регулирование правового положения советских и германских подданных.
30 января 1923 года германская сторона предложила Наркомату по иностранным делам РСФСР организовать германские консульства в Омске и Владивостоке, на что 28 февраля получила от НКИД согласие при условии взаимного открытия консульств РСФСР в Кёнигсберге, Штеттине и Лейпциге. Вместе с этим НКИД согласился начать обсуждение по заключению консульской конвенции, до принятия которой работа консульств на территории России должна была вестись в соответствии с декретом «О консульском представительстве иностранных государств при Рабоче-крестьянском правительстве РСФСР» от 30 июня 1921 года, тогда как в Германии дипломатические представительства РСФСР должны были руководствоваться «общепринятыми нормами консульского права или специальными правилами, вырабатываемыми по соглашению обеих сторон».
По мнению Легационного (тайного) советника МИДа Германии Рудольфа Асмиса, резиденцию сибирского консульства следовало разместить в Омске, который был известен в Германии как крупный производитель и экспортёр сибирского масла, дичи, мяса и главный в Сибири импортёр маслодельного и сельскохозяйственного оборудования, важный железнодорожный узел и центр судоходства на Иртыше. В числе положительных сторон размещения германского представительства в Омске он называл наличие близ города поселений немецких выходцев с Поволжья и меннонитов Южной России.

Другого мнения придерживался вице-консул германского генерального консульства в Петрограде Георг Вильгельм Гросскопф, который должен был возглавить сибирское консульство. После исследования вопроса он предложил в качестве места расположения Новониколаевск, по поводу чего 29 марта 1923 года написал в донесении в МИД:
Город Новониколаевск в последние годы перед мировой войной пережил бурный экономический подъём. Он имеет перед Омском и ряд других преимуществ. Во-первых, у него весьма выгодное центральное положение как пункта пересечения Транссибирской железной дороги с Обью и железной дорогой на Барнаул — Семипалатинск и Бийск. Во-вторых, отсюда рукой подать до Кузнецка, центра крупного индустриального округа. Главным же является то обстоятельство, что управленческая власть Сибири, Сибревком, в конце прошлого года из Омска переселилась в Новониколаевск. Там же находятся теперь и все центральные хозяйственные организации региона, с которыми, особенно на первых порах, консульству придется вступить в тесный контакт
Спор о месте для будущего сибирского консульства вёлся во внешнеполитическом ведомстве Германии с весны до августа 1923 года и разрешился в пользу Новониколаевска, куда Гросскопф прибыл 4 августа. Тем не менее официальное подтверждение его консульских полномочий некоторое время задерживалось, так как Германия в этот период переживала ряд трудностей, выражавшихся как в больших финансовых проблемах, так и в захвате Францией Рурской области.
28 ноября 1923 года консульский патент был подписан, а 21 декабря вступила в силу и подписанная М. М. Литвиновым экзекватура, гарантировавшая защиту прав зарубежных представителей со стороны принимающего государства и предоставлявшая право сношения консула посредством административного отдела Сибревкома с местными органами по консульской деятельности; тайну переписки, неприкосновенность архива и канцелярии консульства, не подлежавшие обыску и досмотру, а также дипломатический иммунитет. Впрочем, для утверждения на посту консула Гросскопфу ещё предстояло пройти испытательный срок, продлившийся до 31 марта 1925 года, после чего он наконец получил разрешение на передвижение по своему служебному округу.
Вплоть до середины 1924 года вопрос о территории консульского округа был не решён. В экзекватуре был указан лишь Новониколаевск. Согласно первому предложению Гроскопфа от 23 августа 1923 года округ должен был включить Новониколаевскую, Томскую, Омскую, Алтайскую, Иркутскую, Енисейскую губернии, а также Ойротскую и Хакасскую автономные области. Однако после полугода пребывания в Сибири Гросскопф пришёл к мысли о необходимости увеличить площадь. В результате долгих переговоров посла Германии графа Ульриха Брокдорф-Ранцау и НКИД 18 июля 1924 года была определена территория округа, в который были включены Новониколаевская, Томская, Омская, Енисейская, Иркутская и Алтайская губернии, вошедшие в 1925 году в состав Сибирского края; Якутская и Бурятская автономные республики, Ойротская и Хакасская автономные области, три восточных округа Киргизской республики: Семипалатинский, Акмолинский и Кустанайский, а также восточные округа Тобольской, Тюменской и Челябинской губерний. В результате представительство стало крупнейшим в мире консульским округом, которое двадцатикратно превысило площадь самой Германии. Остальные территории Сибири, вместе с Дальним Востоком, Камчаткой и северной частью Сахалина, отошли в ведение консула Вагнера во Владивостоке.
Консульство разместилось в двухэтажном кирпичном особняке (Октябрьская улица, 47). Верхний этаж здания был приспособлен под жилые помещения, которые заняли консул и его супруга прибалтийская немка Лидия Доротея Бергбом; исполнявший должность секретаря неженатый оберинспектор Феликс Гюбнер и помощник секретаря Вильгельм Кремер с женой и двумя детьми. В двухкомнатной квартире последнего находился автономный выход во двор особняка. На первом этаже разместились служебные помещения с приемными для посетителей.
В ноябре 1932 года германский посол фон Дирксен предложил МИД преобразовать консульство в генеральное, так как считал, что округ заслуживает большего внимания из-за сформировавшихся в Сибири крупных промышленных предприятий (химического производства в Кемерове и Белове, Магнитогорского и Кузнецкого металлургических комбинатов, угольных запасов Кузбасса и Караганды, крупного мелькомбината в Новосибирске) в связи с чем крупнейший в мире консульский округ одновременно стал и одним из самых значимых в экономическом плане. В числе других причин он называл огромный рост числа немецких специалистов и работников на территории Сибири, а также «блестящее руководство делами Гросскопфа», которого следовало повысить до генерального консула. Однако МИД не смог в тот период реорганизовать консульство в Новосибирске из-за «бюджетно-правовых причин».
19 августа 1933 года рейхспрезидент Гинденбург повысил Гросскопфа до консула первого класса. Однако и после этого (в представлении от 17 января 1935 года) Дирксен продолжил настаивать на присвоении новосибирскому консулу более высокого ранга, вновь упомянув о возросшем экономическом значении Сибири, её удалённости от центра и о трудностях работы консула. Кроме того, в представлении подчёркивалось значение сибирского консульства в наблюдении за деятельностью Советского Союза в китайской провинции Синьцзян.
В 1934 году Гросскопф подготовил доклад «Экономическое и политическое развитие служебного округа Новосибирска в 1934 года» с преимущественно положительной характеристикой состояния дел в округе. По его мнению 1934 год был удачным для СССР в области внешней политики, также отмечались в работе улучшение экономики государства, чему способствовали два последних урожайных года, значительные успехи, достигнутые в индустриализации Сибири, Урала и Казахстана, кроме того, говорилось о росте квалифицированных управленческих и инженерно-технических кадров, а также об окончательном искоренении оппозиционных проявлений в партии.
7 ноября 1935 года МИД решил перевести Гросскопфа на должность генерального консула в Киев, который получил статус столицы Украинской ССР, ранее закреплённый за Харьковом. В результате киевскому консульству Германии присвоили имя генерального, тогда как харьковское стало просто консульством.
Взамен Гросскопфа в Новосибирск был направлен Мейер-Гейденгаген, получивший 17 июля 1936 года после языкового экзамена и защиты научной работы на тему немецко-русских отношений патент консула второго класса и прибывший к месту службы 23 сентября 1936 года.

Советская власть воспользовалась этой сменой на должности и ограничила консульский округ. В подписанной Н. Н. Крестинским 29 сентября 1936 года экзекватуре Мейер-Гейденгагена за служебным округом признавался лишь Западно-Сибирский край, а выделенные из него в 1934 году новые административно-территориальные единицы — Восточно-Сибирский край, Челябинская область, республики Казахстан, Киргизия, Якутия, Омская область и Красноярский край — перестали находиться в зоне влияния нового консула и перешли в ведение консульского отдела посольства в Москве. Округ в Сибири стал приблизительно сопоставим со служебным округом советского консульства в Гамбурге, в сферу влияния которого входили Вестфалия, Бремен, Мекленбург и Шлезвиг-Гольштейн. Возражения против данной акции, содержавшиеся в германской ноте, были отвергнуты, о чём рассказал МИДу посол:
Все наши аргументы и ссылки на дисперсно проживающих по всей Сибири и основательно осевших там германских граждан, обслуживание которых из Москвы практически невозможно, и на некорректность проведения параллелей между ними и японцами или китайцами, которые пребывают там лишь временно в течение сезона, советская сторона считает абсолютно недостаточными. Нас постоянно убеждают в том, что дела германских граждан можно урегулировать быстрее и успешнее через Наркомат иностранных дел, нежели путем непосредственной переписки консульства с беспомощными местными властями в Сибири. Мы получили решительный отказ и на наше предложение распространить консульский округ по крайней мере на всю Западную Сибирь, Омск, Челябинск, Красноярск и Восточную Сибирь, и передать Казахстан с Киргизской республикой посольству в Москве, а Якутию — консульству во Владивостоке.
В этот период сокращение площади консульских округов было одной из задач НКИД. Например, весной 1936 года зона влияния нового китайского консула уже не распространялась на весь Западно-Сибирский край и ограничивалась лишь Новосибирском. Аналогичная политика была проведена и по отношению к японскому консулу в Новосибирске Коянаги. Курс советского руководства на уменьшение территории немецких консульских округов противоречил договору 1925 года по которому подобные изменения могли проводиться лишь при взаимном согласии сторон и означал желание Советского Союза ограничить допуск к «дефицитным» регионам страны иностранных представительств, а также сократить дальнейший рост их информационных возможностей.
Германская сторона была уверена, что НКИД организовывала подобные условия для деятельности иностранных представительств с целью их окончательной ликвидации. В итоге Мейер-Гейденгаген вынужден был довольствоваться заверениями представителя интересов НКИД в Новосибирске Терентьева, о том, что консульству будет достаточно и Западно-Сибирского края, консул же напротив считал, что при утрате территорий, особенно Омской области, Берлин терял «значительную часть своих интересов» в Сибири, связанных прежде всего с немецкими поселениями.
В 1937 году в распоряжении консульства появился радиоприемник, благодаря чему появилась возможность слушать речи Гитлера и другие немецкие радиопередачи, начали исполнять хором германский гимн, песню о герое нацистского движения Хорсте Весселе и т. д.

## Воспрепятствование работе консульства
Работа консульства испытывала на себе колоссальное давление, выражавшееся в слежке за ним агентов ОГПУ, аресте родственников консульских сотрудников и просто имевших какое-либо отношение к консульству лиц, создании сложных условий повседневной жизни и т. д.
Например, Гросскопф стал объектом внимания ОГПУ по-видимому ещё на первом этапе его работы в Сибири. В 1926 году консула впервые попытались обвинить в шпионаже.
В 1932 году на него совершили нападение во время следования поездом в Ригу из Москвы через Дюнабург. Тогда находившийся в соседнем купе человек, напоминавший по виду советского чиновника высокого ранга, проник в ночное время к консулу через общий умывальник и разобранную в купе дверь и опьянил его каким-то наркотическим веществом, осмотрел его багаж и похитил 400 рублей и 10 рейхсмарок, а в пустой кошелёк набил бумагу. Со слов проводника ночью в 3 часа 50 минут злоумышленник вышел на станции в Смоленске, будто бы торопясь на почту, но обратно уже не вернулся. Гросскопф же проснулся в 5 часов утра с сильной головной болью, продолжавшейся в течение всего дня. Данный случай не был похож на обычную кражу, так как в этот вагон не могли проникнуть обычные граждане, тем более, с наркотическим средством. Тогда всё ограничилось составлением протокола начальником ОГПУ.
В марте 1933 года работники консульства с советским гражданством были доставлены милицией в управление, где их, по утверждению Гросскопфа, «угрозами заставляли дать показания обо мне и о сотрудниках консульства», после чего отпустили, заставив молчать о случившемся. Вместе с тем был арестован владелец дома, в котором квартировали гражданин Германии инженер Шмидт и бывший эсер Барышников. Вскоре домовладельца переместили из тюрьмы ОГПУ в обычную, откуда он сумел передать письмо, в котором рассказал, что ему вменяют в вину сбор информации о происходящем в Новосибирске, якобы передававшейся им в консульство через инженера. Шмидта не смогли ареставать из-за иностранного гражданства, тем не менее место его жительства объявили явочной квартирой для консульских агентов, а самого инженера — резидентом консула, получавшим от консула средства для оплаты людей из «своей группы». Утверждалось также, что консул встречался с Шмидтом в Грязнухе «под прикрытием» охоты. Всё это Гросскопф объяснял измышлениями ОГПУ, с хозяином же дома, как и с его квартирантом Барышниковым, он никогда не контактировал, а с Шмидтом виделся только дважды, в 1932 году, и одна из этих встреч произошла во время болезни инженера.
В апреле 1933 года начались аресты бывших эсеров, работавших в различных новосибирских организациях после выхода из тюрем. В числе арестованных были бывший командир Белой сибирской армии генерал Болдырев, научный работник Крайплана, а также истопник консульства Фёдоров, поддерживавший связи с генеральским кругом. Выяснилось, что до него колкой дров в консульстве занимался Степанов, бывший царский генерал, один раз встречавшийся с консулом дома у Фёдорова во время крестин его ребёнка. У Болдырева ОГПУ пыталась найти работу «с секретными экономическими и военными данными», которую генерал якобы хотел отправить на Запад через консула. Это сочинение ему должен был будто бы передать Фёдоров. В тот же период от здания ОГПУ к крыше консульства был протянут провод, предназначавшийся, по мнению консула, для «установления прослушивающего устройства». По этому случаю он подал ноту в Иностранный отдел Западно-Сибирского краевого исполнительного комитета (ИНО ЗСКИК) с требованием убрать провод с крыши и устранить на ней повреждения.
В апреле 1934 года Гросскопф узнал от посетителей, что некие люди в штатском фотографируют их возле входа в здание представительства. Впоследствии начались допросы, на которых посещавшим консульство предъявляли в качестве доказательства их отношений с консулом фотографии. Гросскопф сообщил об этом послу, поделившись в письме своими предположениями о слежке. Наблюдению благоприятствовало местоположение консульского здания, находившегося между 1) домами, где жили партработники и сотрудники ОГПУ; 2) стоявшим на параллельной улице пятиэтажным зданием самого ОГПУ, три верхних этажа которого были хорошим наблюдательным пунктом за посетителями; 3) гостиницей Советов на западной стороне. Данные строения были удобны как для наблюдения за входом в консульское здание, хорошо освещённое до наступления вечера в весенний и летний периоды, так и для фотографирования посетителей.
Консул подозревал в организации слежки нового начальника ОГПУ Алексеева, ранее руководившего Информотделом ОГПУ в Москве и теперь сменившего Заковского, который был направлен на руководящую должность ПП ОГПУ в Ленинграде. Впрочем, подобным образом СССР действовал теперь в отношении иностранных представительств в целом, особенно это касалось «недружественных» ему стран, в ряду которых к этому времени оказалась и Германия.
Весной 1935 года были совершены обыски и аресты родственников супруги технического секретаря Вильгельма Кремера Нины Павловны, урождённой Замятиной, родители которой — православный священнослужитель Павел Петрович Замятин и Мария Яковлевна — жили в Новосибирске. В апреле один из братьев Нины Павловны инженер Валентин Павлович Замятин был подвергнут обыску, во время которого у него изъяли подарок консула — фотоаппарат. В результате Замятина арестовали и 11 месяцев спустя — расстрели как германского шпиона. Этот смертельный приговор, настолько близко затронувший коллег Гросскопфа, «поверг консульство в шоковое состояние». В этом же месяце был произведён обыск квартиры и служебного места агронома Юлиуса Форера, немца с Кавказа. Чекисты занимались поиском немецких книг, газет, была изъята фотография консула с женой, немецкая поваренная книга и два письма, отправленные родственниками из Германии к пасхе. В конце апреля арестовали мужа поварихи Кремера, инженера трудившегося на железной дороге, а затем старого русского электромонтёра, много лет ремонтировавшего электроприборы в германском и японском консульствах. Позднее на улице задержали и сфотографировали повариху Гросскопфа. После этого две портнихи, несмотря на приличную оплату, отказались посещать консульство из-за опасений быть арестованными.

3 февраля 1935 года была совершена попытка проникнуть в здание новосибирского консульства. В 19 часов к нему подошли четыре милиционера, якобы вызванные самим консулом, который писал об этом случае следующее:
Швейцар, открыв дверь, позвал меня. Я увидел двух милиционеров, стоящих перед дверью, и ещё двух — чуть поодаль, у забора палисадника. На мой вопрос, что им нужно, они ответили, что наряд вызван консулом. Я сказал, что это недоразумение или что они неверно поняли свое задание. На вопрос, принадлежит ли здание консульству, я ответил, что да, это германское консульство, но, возможно, вас вызвали из другого консульства, японского или китайского, расположенных чуть дальше по этой же улице. Они направились туда
 8 февраля попытка проникнуть в консульство повторилась. 23 марта без какого-либо предупреждения был отключен параллельный телефон, установленный в консульстве в апреле 1932 года для установления лица, шесть недель угрожавшего через телефонную связь убить консула. Злоумышленник не был установлен, а линия осталась, но теперь была срезана как якобы ненужная.
Недружественный настрой по отношению к консульству ощущался и при решении бытовых вопросов. В августе 1934 года ИНО ЗСКИКа отверг просьбу Гросскопфа о предоставлении для загородных поездок легкового автомобиля «Форд». В предоставлении грузовой машины на 1 и 2 сентября в «Транстресте» также было отказано под предлогом поломки транспортного средства (машина действительно попала в аварию).
Летом 1935 года консульство лишилось загородного места отдыха. С 1932 года семья Кремеров снимала для консульства на летний сезон дачу в Ельцовке, располагавшуюся километрах в двадцати от Новосибирска. К этому месту ходили пароходы. Другие же пункты с отсутствием пароходных маршрутов не рассматривались из-за трудностей с продовольственной доставкой. В Ельцовке располагались два частных дома, тогда как остальные 30—40 дач числились за государственными учрежденмями, преимущественно за горсоветом, который ещё раньше под предлогом дефицита жилья для личных нужд отказался сдавать в аренду консульству свои дачи в связи с чем приходилось арендовать частную. Второй частный дом сначала несколько лет арендовал русский инженер, арестованный 23 апреля 1935 года, а впоследствии — японский консул Коянаги. 10 июня перед поездкой на дачу владелец вдруг отказал в аренде своего дома, сослалвшись на большое число арестов людей, которые имели с консульством близкие отношения. Консул решил, что на хозяина дачи оказали давление и обратился в КИК, но комитет отверг его подозрения.

## Ликвидация консульства
Весной 1937 года советская власть начала кампанию по закрытию иностранных представительств под предлогом достижения равного количества консульских учреждений СССР и консульств других государств на его территории. Германия же расценивала требование по достижению паритета как прикрытие для всё более усиливавшегося стремления Советского Союза к изоляции от внешнего мира.
МИД Германии пытался сохранить консульства во Владивостоке и Одессе. Возражения против их закрытия были изложены в меморандуме, утверждавшем, что «никакое место для консульства одной страны не может быть закрыто, пока в нём имеются консульства другого государства», что соотношение семи германских и трёх советских консульств было логичным, так как число осевших в Советском Союзе германских подданных значительно превышало число советских граждан, проживавших в Германии и т. д. Переговоры об этих консульствах проходили всю осень, тем не менее доводы германской стороны были отвергнуты. Не удалось сохранить и ленинградское консульство.

К началу 1938 года в СССР продолжали работу только генеральное консульство в Киеве и новосибирское консульство, в Германии же к этому времени остались два советских представительства в Гамбурге и Кёнигсберге. Для принуждения германского правительства к закрытию двух последних её консульств НКВД начало оказывать беспрецедентно сильное давление на их работников. Мейер-Гейденгаген отмечал чрезвычайность проходившего в последнее время контроля за консульством и остававшимися ещё на тот момент в Новосибирске германскими гражданами, о чём уведомлял дипагента А. И. Антипова. В одной из нот протеста в дипломатическое агентство НКИД консул писал следующее:
Все германские граждане, посещающие консульство по паспортным делам, задерживаются на улице сотрудниками НКВД и подвергаются допросу. Приезжающие в Новосибирск из провинции германские граждане отводятся на вокзале в милицию для допроса. Когда сотрудники консульства делают в магазине покупки или выходят на прогулку, то их сопровождают все те же агенты НКВД, и делается это в такой неприкрытой и тягостной форме, что неловкость полицейского надзора была бы комична, если бы это не было так оскорбительно. Агенты ОГПУ нагло усаживаются в вызванные сотрудниками консульства такси, например, для поездки на рынок. Каждый сотрудник уже отлично знает в лицо прикрепленного к нему шпика
Осенью 1937 года консульство из-за арестов осталось без работницы Александры Толстых, водовоза Толстых и домашнего работника Антропова.
28 февраля 1937 года Германия решила закрыть последние консульства на территории Советского Союза, об этом 2 марта объявил иностранному комиссариату советник германского посольства в Москве Типпельскирх. Причиной закрытия консульств в Новосибирске и Киеве до 15 германское правительство называло продолжавшуюся травлю этих учреждений, что рассматривалось им как намеренное воспрепятствование консульской работе. С этого момента все консульские обязанности на территории СССР возлагались на консульский отдел посольства. В свою очередь, советскому правительству было предложено закрыть свои консульства в тот же срок в Гамбурге и Кёнигсберге.

В апреле 1938 года новосибирское консульство готовилось к отъезду. К 28 числу было запланирована его ликвидация. Посольство добилось от НКВД обещания не мешать распродаже имущества, от которого было решено избавиться полностью, оставив лишь два полученных год назад новых сейфа для ценных бумаг. В своём отчёте Мейер-Гейденгаген подтвердил, что распродаже консульских вещей в целом не препятствовали, однако упомянул об одной женщине, которую задержали у входа в консульство:
Пелагея Шмидт, получившая освобождение от советского гражданства и разрешение на выезд в Германию, была задержана у входной двери в консульство, отведена в милицейский участок, где в течение получаса объясняла о цели своего визита и дожидалась разрешения на посещение
16 мая посольство Германии приобрело для новосибирского консула и его жены два билета второго класса на поезд Москва — Берлин до Даугавпилса.